# 빌 와츠

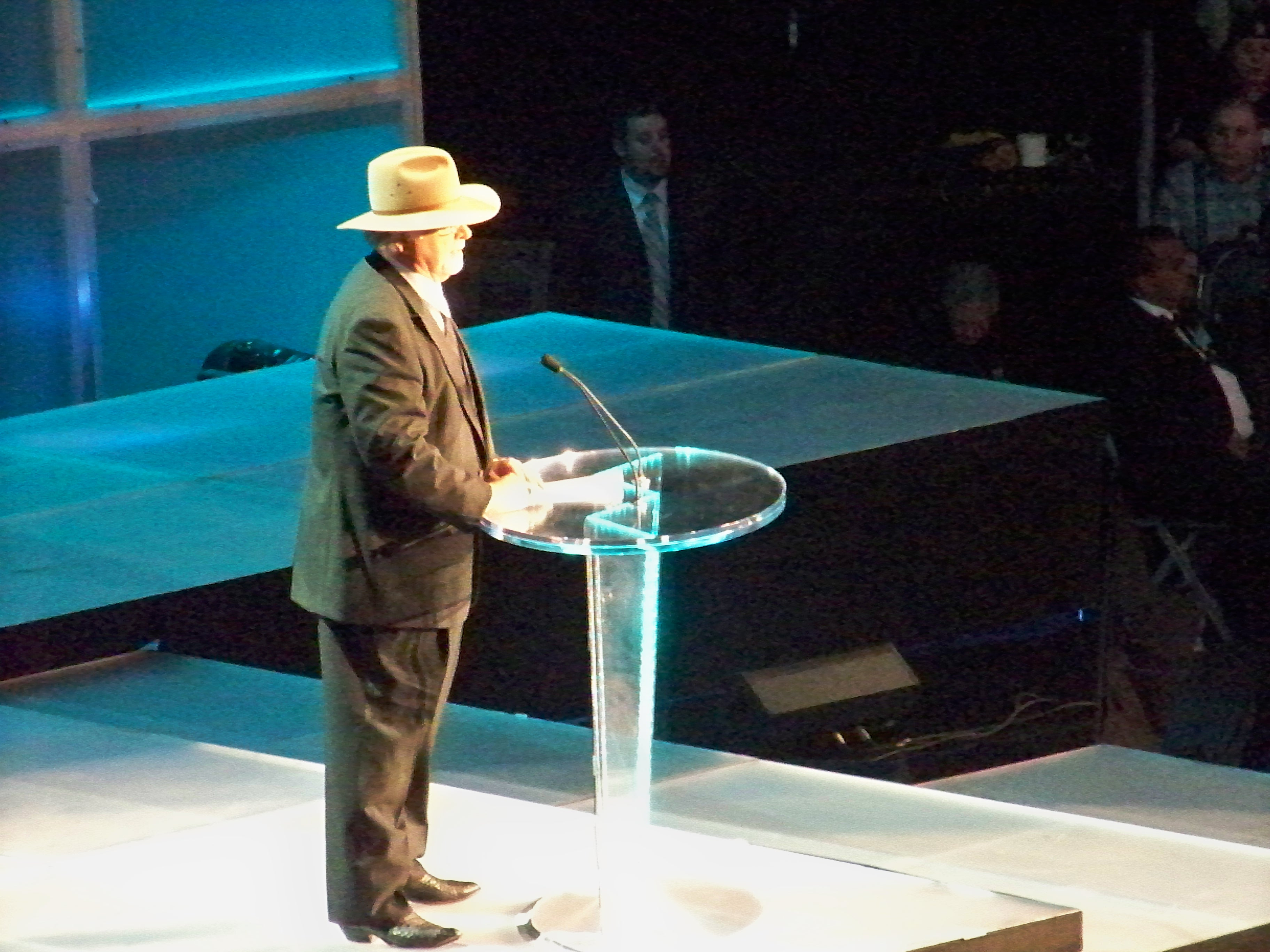
빌 와츠

빌 와츠(William F. "Bill" Watts, 1939년 5월 5일 ~ )는 미국의 프로레슬링선수다. 키는 190cm 몸무게는 134kg이다.